# Андрић и Милица
Андрић и Милица: љубавна биографија је књига новинарке и књижевнице Гордане Брајовић (1937-1996) која говори о Иви Андрићу (1892-1975) и Милици Бабић-Андрић (1909-1968), објављена 1997. године у издавачкој кући "БМГ" из Београда.

## О аутору
Гордана Брајовић (Суботинац код Алексинца, 1937 — Београд, 17. јул 1996) је била новинар и књижевник.
Основну школу и гимназију завршила у Алексинцу, Светску књижевност дипломирала на Филолошком факултету у Београду. Радила је као новинар, а највећи део свог радног века провела је као репортер Вечерњих новости. Објавила је девет књига стихова и прозе за децу.

## О књизи
Ауторка Књиге Андрић и Милица описала је однос великог књижевника и његове дугогодишње љубави. Жена коју је годинама волео, чекао и дочекао је била Милица Бабић. Рођена је 2. септембра 1909. године у Босанском Шамцу у породици имућног трговца. Школовала се у Бечу, где се специјализовала за позоришни и модни костим. 1931. године Милица је дошла у Београд и постала костимографкиња у Народном позоришту. Тада се удала за Ненада Јовановића, угледног новинара и преводиоца и са њим се 1939. године преселила у Берлин, где је и упознала Иву Андрића.
Брачни пар Јовановић од доласка у Немачку стално је био у друштву Андрића. Андрић није крио своју опчињеност Милицом која је била 17 година млађа од њега. Поставио ју је да буде и домаћица на његовим пријемима пошто је био неожењен.
За време Другог светско рата Ненад је био у логору Дахау, али након рата у Београду Андрић је наставио да се виђа са Јовановићима, и све до Ненадове смрти чезнуо је за Милицом. Након готово 20 година дружења и познанства, 1957. године, Ненад је преминуо. Само годину дана касније 1958. године Иво и Милица су се венчали.
Од тренутка када је Милица постала удовица Андрић јој се јављао са свих путовања, потписујући се као Мандарин. Када је одлучила да се уда за њега то је саопштила супрузи Александра Вуча, Лули која им је касније била и кума на венчању. 
Тада је стигла вест и о Нобеловој награди. Она је уз њега, у раскошној краљевској плавој балској хаљини са великом црном машном у коси ушла у свечану салу где је одржана церемонија доделе Нобелове награде. Заједнички живот им је кратко трајао. До посљедњег дана он јој се јављао са "Драго Лепо", а потписивао "Грли те нежно твој Иво Мандарин".
1968. године Милица је преминула. После њене смрти Иво се повукао у себе, а и здравље га је све више попуштало. Преминуо је 7 година касније, 1975. године. а његова урна је положена у Алеји заслужних грађана, поред Миличиног гроба.
Гордана Брајовић је у књизи Андрић и Милица изнела тезу да су се Андрић и Милица Бабић упознали пре него што је њен муж Ненад Јовановић добио постављење у југословенском посланству у Берлину.
Ауторка се у књизи бавила најинтимнијом страном Андрићеве личности, али без сензациционализма. Вредност књиге је у богатству документарне грађе која се налази у њој. То су писма, записи из дневника, изјаве и разговори, фотографије, факсимили. Ауторка је више пута интервјуисала Андрића и тако скупила необориве апликације за своје судове.

### Андрићево признање
Гордана Брајовић је изнела како је Иви Андрићу требало тридесет година ћутања и чекања да би пријатељима отворено рекао оно што је у себи носио као највећу тајну и емоцију: 
| „ | Ја сам Милицу много волео. Ви, знате, шта је она мени значила. Она ми је била све. | ” |

## Поглавља у књизи
Књига Андрић и Милица има три поглавља:
- Чари интиме
- Писма (Андрић-Милица)
- Мале тајне великих неимара

## Издања
- Године 1998. издавачка кућа "Никола Пашић" из Београда објавила је 2. допуњено издање књиге Андрић и Милица.
- Године 2004. издавачка кућа "Народна књига - Алфа" из Београда објавила је ново издање књиге Андрић и Милица.[6]